# 蘇靈
蘇靈（18世纪—1801年），順天府大兴县人，清朝武官。
嘉庆二年十月十六（1797年12月3日），由湖南永州镇总兵官升任廣西提督。嘉庆六年十一月（1801年12月），去世。